# Ett sötare blod
Ett sötare blod - om hälsoeffekterna av ett sekel med socker är en populärvetenskaplig bok från 2012 av vetenskapsjournalisten och biokemisten (molekylär bioteknik) Ann Fernholm. Den handlar om socker i kosten och dess relation till fetma och diabetes.
Fernholm skrev även Det sötaste vi har, som kom ut 2014.